# جون غروس (أنثولوجي)
جون غروس (بالإنجليزية: John Gross)‏ هو ناقد مسرحي وصحفي بريطاني، ولد في 12 مارس 1935 في لندن في المملكة المتحدة، وتوفي في 10 يناير 2011.